# Julius von Voß

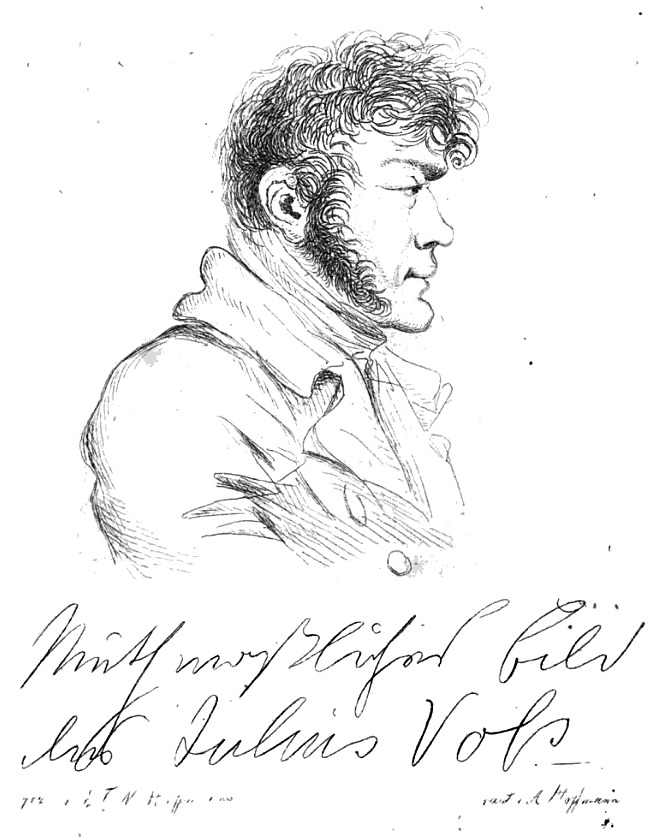
Julius von Voss, Zeichnung von E. T. A. Hoffmann

Julius von Voß (* 24. August 1768 in Brandenburg an der Havel; † 1. November 1832 in Berlin) war ein deutscher Schriftsteller und Begründer der Berliner Lokalposse.

## Leben
Er entstammte dem alten deutschen Adelsgeschlecht Voß. Als Sohn des Oberstleutnants und Assessors im Kriegskollegium Georg Adam von Voß (1733–1791) schlug er mit 14 Jahren eine militärische Karriere ein. 1782 kam er zum Infanterieregiment „von Wunsch“. Seine satirische Ader missfiel seinem Regimentschef und machte ihm auch sonst keine Freunde, und so kam er in das Infanterieregiment „von Pfuhl“. Er beschäftigte sich mit der Kriegswissenschaft und arbeitete Reformvorschläge aus, die jedoch nicht beachtet wurden.
1794 wurde Voß Adjutant des Oberst von Hundt. Mit Glück und Geschick konnte er im Kościuszko-Aufstand die schlecht befestigte Festung Thorn und die dortige Kriegskasse mit 1,5 Millionen Talern retten. Er bekam zwar dafür den Orden Pour le Mérite, sein Oberst wurde jedoch sogar General, bekam ebenfalls den Pour le Mérite und dazu auch wertvolle Güter. Dieses Missverhältnis fachte Voß’ satirische Neigung wieder an.
Da er vergeblich auf seine militärische Beförderung wartete, nahm er 1798 seinen Abschied vom Militärdienst und widmete sich von nun an ganz der schriftstellerischen Tätigkeit. Er durchwanderte Deutschland, Schweden, Frankreich und Italien, kehrte aber nach Berlin zurück.
Seine Bestrebungen, eine feste Anstellung am Theater zu erhalten, blieben ergebnislos. Er verfiel mehr und mehr dem Alkohol. Beim Konkurs seiner Bank verlor er sein gesamtes Vermögen. So verbrachte er die letzten 10 Jahre seines Lebens trotz einer königlichen Pension unter ärmlichen Verhältnissen. Einige seiner Lustspiele hatten dennoch großen Erfolg. August Wilhelm Iffland brachte mehrere Stücke auf die Bühne des Berliner „Königlichen Nationaltheaters“. Besonders erfolgreich waren:
- Die Griechheit. Original-Lustspiel in Fünf Akten, mit Tanz und Gesang (UA 4. Mai 1807, bis 1814 20 Aufführungen).
- Künstlers Erdenwallen. Original-Lustspiel in Fünf Akten (UA 29. Januar 1810, bis 1814 19 Aufführungen).
- Die Sternenkönigin, romantisches Feenmärchen in 3 Akten (UA 7. Dezember 1804, bis 1814 14 Aufführungen).

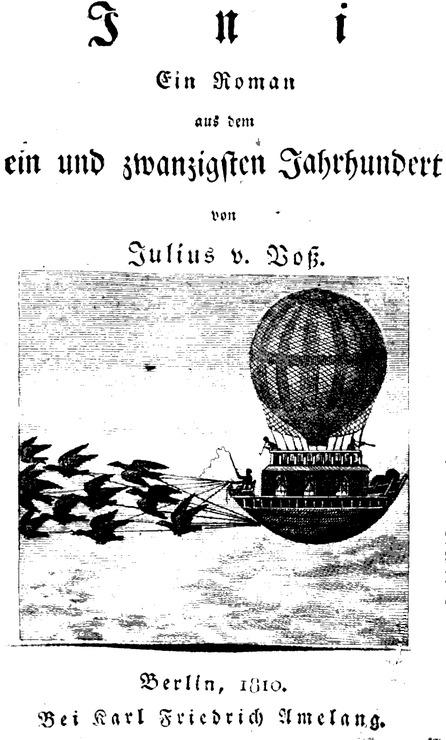
Titelblatt von Ini. Roman aus dem ein und zwanzigsten Jahrhundert (1810)

Nach seiner Entlassung beim Militär arbeitete er vor allem an Romanen und Theaterstücken wie seinem 1818 erschienenen Roman Das Grab der Mutter in Palermo. Sein bereits 1810 publizierter Ini. Roman aus dem ein und zwanzigsten Jahrhundert gilt als erster deutschsprachiger Science-Fiction. 1821 wurde seine Lokalposse Der Stralower Fischzug im Königlichen Opernhaus in Berlin uraufgeführt. Das Stück wurde zwar von den Fachkritikern verrissen, aber das Publikum zeigte sich begeistert.
Julius Voß war mit Helene Josefine Susanne von Voß (* 1781; † 19. März 1835) verheiratet. Er starb an der Cholera und ist auf dem Garnisonfriedhof in Berlin begraben.

## Werke

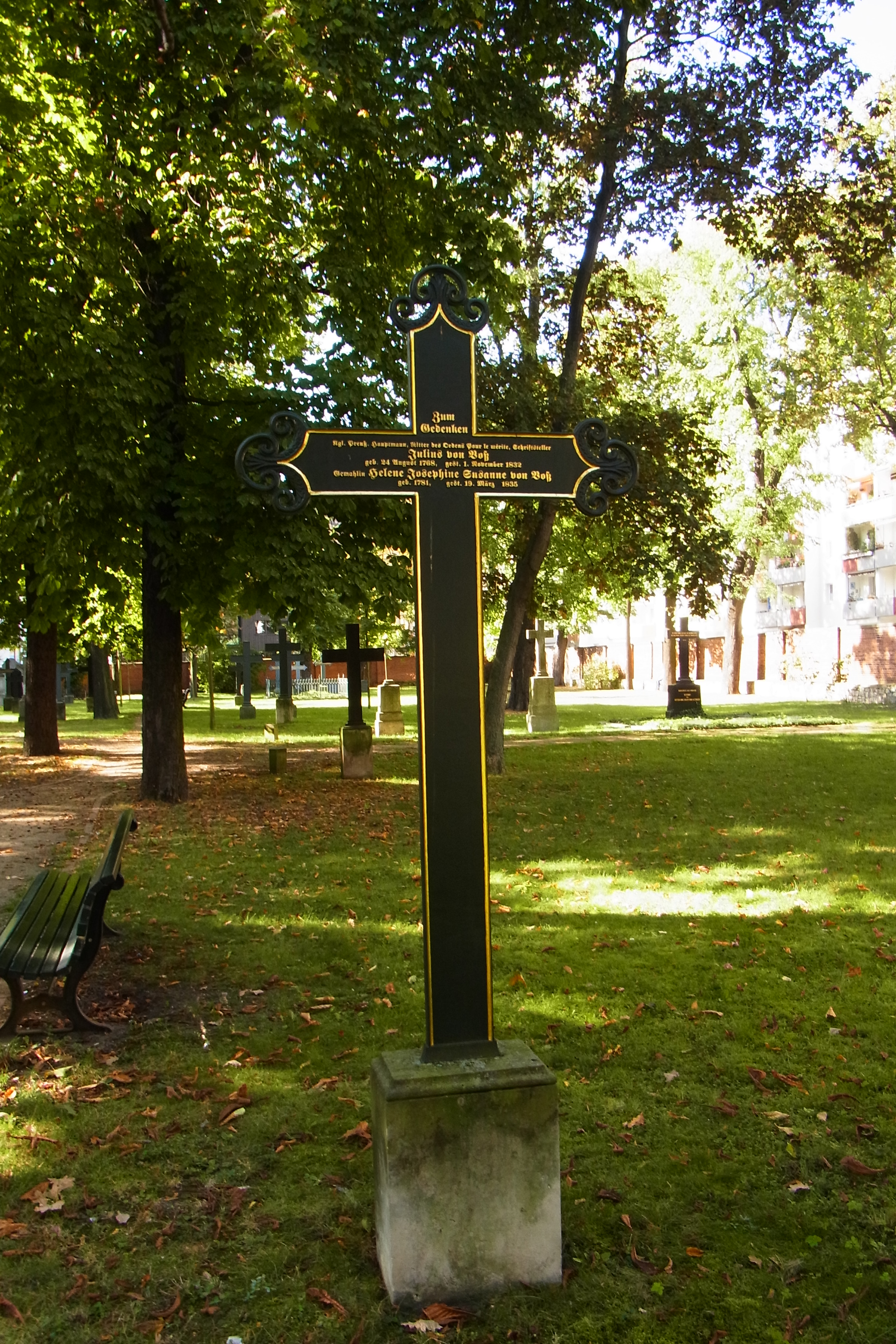
Gedenkkreuz „Julius von Voß“ auf dem Alten Garnisonfriedhof

Das Gesamtwerk des Autors wird auf 160 Titel geschätzt.
- Die travestirte Jungfrau von Orleans. Posse in zwei Akten mit Prolog und Epilog (1803) (Digitalisat)
- Der travestirte Nathan der Weise. Posse in zwey Akten mit Intermezzos, Chören, Tanz, gelehrtem Zwykampf, Mord und Todschlag (1804) (Digitalisat)
- Der travestirte Alarcos. Ein Nachspiel (1804)
- mit Wentzel Müller und Karl-Friedrich Wenzel: Die zwölf schlafenden Jungfrauen. Romantisches Schauspiel mit Gesang in vier Akten (1805)[5] Volltext – online – kostenfrei[6]
- Ignaz von Jalonski oder die Liebenden in der Tiefe der Weichsel. Eine wahre Geschichte aus den Zeiten der Polnischen, Französischen und Negerrevolution in St. Domingo (Berlin/Leipzig 1806).
- Geschichte eines bei Jena gefangnen preuszischen Offiziers (1807), Digitalisat
- Lustspiele. Erster Band (Berlin 1807)
- Farcen der Zeit (Berlin 1808)
- Ini. Roman aus dem ein und zwanzigsten Jahrhundert (1810) (Digitalisat und Volltext im Deutschen Textarchiv), Nachdruck mit Kommentar von Ulrich Blode: Oberhaid: Utopica, 2008, ISBN 978-3-938083-11-6.
- Possen und Marionettenspiele, zur Erheiterung in trüben Stunden (Berlin 1816)
- Das Grab der Mutter in Palermo, Roman (1818)
- Die Damenhüte im Theater (1820)
- Der Stralower Fischzug, Lustspiel (1821)
- Die sechzehn Ahnen des Grafen von Luftheim, Familien-Chronik (1821)
- 25 dramatische Spiele nach deutschen Sprichwörtern (1822)
- Sphinx, oder dreißig kleine Räthsel-Lustspiele. Zur leichten Darstellung in frohen Zirkeln (Berlin 1823)
- Die Moden der guten alten Zeit, Roman aus dem Jahre 1750 (1825), Neuausg. in alter Rechtschreibung: Berlin: Eulenspiegelverl. 1985.
- Spanien's Jungfrauen-Tribut an die Mauren, Roman (1830)